# Joost van Hemert
Joost van Hemert (22. januar 1696 i København – 25. juni 1775 sammesteds) var en dansk handelsmand, far til Peter van Hemert og stedfar til Gysbert Behagen.

## Karriere
Faderen, Peter van Hemert (1648-1703), der stammede fra en nederlandsk slægt, var vinhandler og grundejer sammesteds og hørte til grundlæggerne af stadens tysk-reformerte menighed, til hvilken familien i flere generationer sluttede sig. Moderen, Susanne Margrethe van Tangen, døde 1703 efter 20 års ægteskab. Joost van Hemert tog 1727 borgerskab som grosserer i København, drev betydelige bank- og kommissionsforretninger og grundlagde et af vore anseligste handelshuse, Joost van Hemert og Sønner. I en lang række af år førte han, indtil sin død, som medlem af direktionen for Det kgl. oktroierede Søassuranceselskab dettes udenrigskorrespondance, og han var til forskellige tider i spidsen for næsten alle de i hans tid grundede større monopoliserede handelsselskaber, således fra 1743-52 direktør i det Asiatiske, 1747-54 i det Vestindisk-guineiske, 1755-67 i det Afrikanske Kompagni og 1757-69 i Det almindelige Handelskompagni, ligesom han også 1737, året efter Bankens oprettelse, og siden flere gange var bankkommissær. Van Hemert, der 1745 var blevet udnævnt til kgl. agent og 1751 til etatsråd, afgik ved døden 25. juni 1775.
Van Hemert ejede en stor gård på Købmagergade (nuværende nr. 44) og her husede han sin store samling mærkværdigheder fra dyre-, plante- og mineralriget, som var meget beundret af hans samtid.

## Ægteskaber
Han havde 6. november 1725 i Reformert Kirke ægtet Cornelia Decker (31. marts 1709 i København - 15. november 1731 sammesteds), datter af Hein Petersen Decker og Hendrine van Meurs, og 14. oktober 1732 i Hamborg Petronelle Elisabeth Behagen, født Mestecker (13. september 1703 i Hamborg - 19. februar 1778 i København), enke efter vinhandler Anthony Behagen (1687-1727) og datter af af Giesebrecht Mestecker og Maria Althoven.
Han er begravet i Reformert Kirke. Van Hemert er gengivet i en medalje med portræt af Johan Ephraim Bauert 1776 og i et kobberstik derefter.